# Ludovic Boulesteix
Ludovic Boulesteix es un deportista francés que compitió en piragüismo en la modalidad de eslalon. Ganó una medalla de bronce en el Campeonato Mundial de Piragüismo en Eslalon de 1997, en la prueba de K1 por equipos.

## Palmarés internacional
| Campeonato Mundial | Campeonato Mundial   | Campeonato Mundial | Campeonato Mundial |
| Año                | Lugar                | Medalla            | Competición        |
| ------------------ | -------------------- | ------------------ | ------------------ |
| 1997               | Três Coroas (Brasil) | Medalla de plata   | K1 por equipos     |